# Torneo de Nueva York 2019
El New York Open 2019 fue un evento de tenis de la ATP World Tour 250 serie. Se disputó en Nueva York, Estados Unidos en el Nassau Veterans Memorial Coliseum desde el 11 hasta el 17 de febrero de 2019.

## Distribución de puntos
| Modalidad            | Campeón | Finalista | Semifinales | Cuartos de final | 2ª ronda | 1ª ronda | Clasificados | 2ª ronda de clasificación | 1ª ronda de clasificación |
| Individual masculino | 250     | 165       | 100         | 50               | 25       | 0        | 13           | 7                         | 0                         |
| Dobles masculino     | 250     | 150       | 90          | 45               | 20       | 0        | -            | -                         | -                         |

## Cabezas de serie

### Individuales masculino
| Tenista          | Ranking | Preclasificado |
| John Isner       | 9       | 1              |
| Frances Tiafoe   | 30      | 2              |
| Steve Johnson    | 34      | 3              |
| John Millman     | 36      | 4              |
| Adrian Mannarino | 46      | 5              |
| Sam Querrey      | 48      | 6              |
| Jordan Thompson  | 60      | 7              |
| Tennys Sandgren  | 75      | 8              |

- Ranking del 4 de febrero de 2019.[2]

### Dobles masculino
| Tenista                     | Ranking | Preclasificado |
| Bob Bryan Mike Bryan        | 17      | 1              |
| Ken Skupski Neal Skupski    | 85      | 2              |
| Luke Bambridge Jonny O'Mara | 105     | 3              |
| Robert Lindstedt Tim Puetz  | 123     | 4              |

## Campeones

### Individual masculino
Reilly Opelka venció a  Brayden Schnur por 6-1, 6-7(7-9), 7-6(9-7)

### Dobles masculino
Kevin Krawietz /  Andreas Mies vencieron a  Santiago González /  Aisam-ul-Haq Qureshi por 6-4, 7-5